# Naturgy

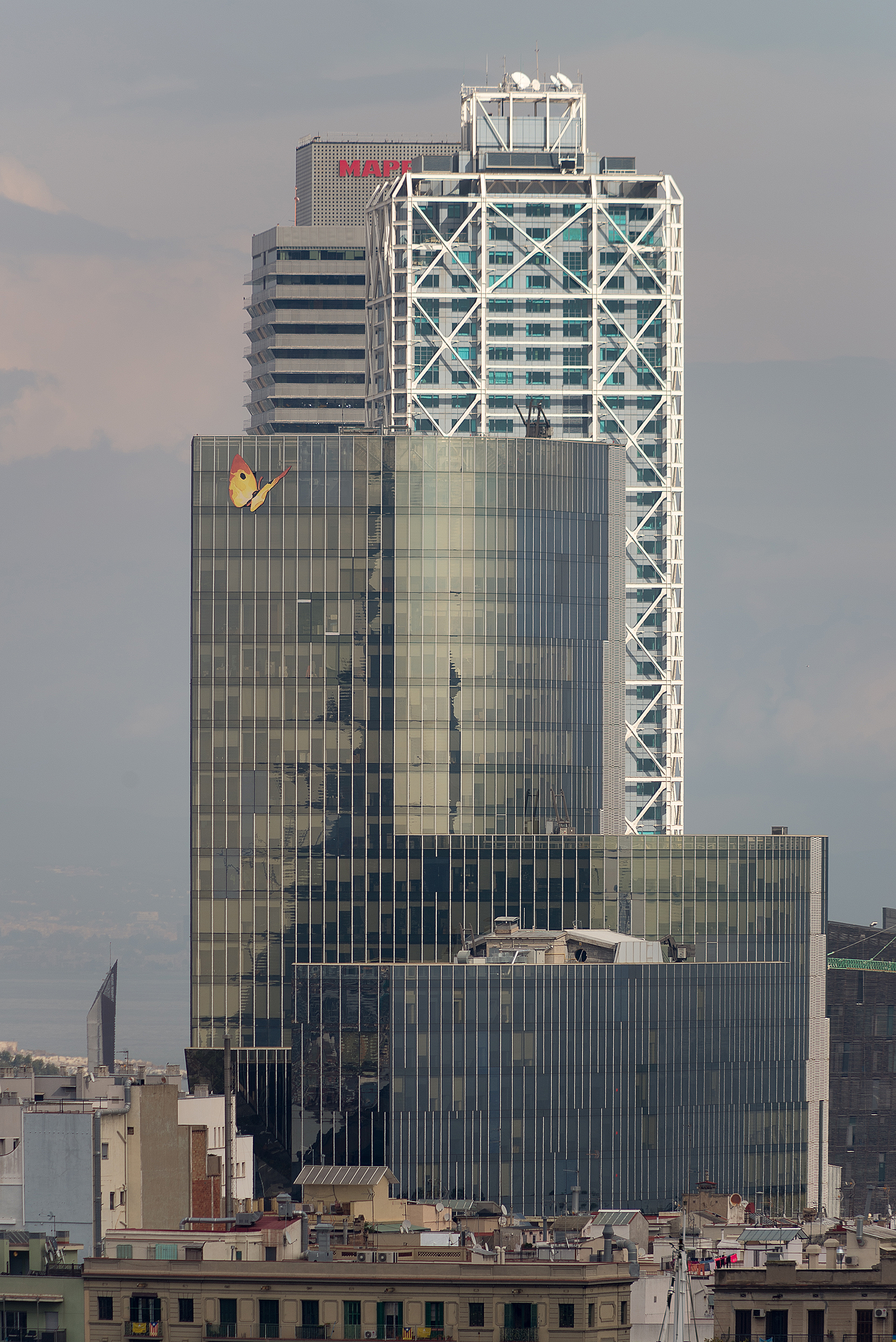
バルセロナ・ラ・バルセロネータ地区の本社

Naturgy（正式社名：Naturgy Energy Group, S.A.）は、スペインのエネルギー分野における主要企業であり、多国籍企業でもあり、同国およびイベロアメリカでのエネルギー分野における主要企業となっており、ガス取扱量で世界第4位で、世界でコンバインドサイクル発電を行っている主要企業の一つでもある。
本社はバルセロナに置かれている。会長および最高経営責任者はFrancisco Miguel Reynes Massanet（2018年現在）。

## 歴史
ガス・ナトゥラルは1991年はカタラーナ・デ・ガスとガス・マドリード、そしてレプソルグループの都市ガス事業の合併によるスペインのガス事業の再編の結果誕生した。後にガス化プラントと輸送網を持つエナガスを買収した。その後、段階的に出資比率を下げていき、2009年には持ち続けていたエナガスの5％の株式を売却した。
1992年にはアルゼンチンに進出、国際的な事業展開を開始した。
1996年、天然ガスを全スペインに拡充し、その消費を拡大させる目的で、イベリア半島とアルジェリアのHassi R'Melのガス田とをつなぐマグレブ－ヨーロッパ間のガスパイプライン計画に加わった。
1997年、ブラジル、メキシコ、コロンビアの市場に進出、ラテンアメリカにおける事業を強化。
スペインにおける電力自由化により、2002年にはサン・ロケに同社初のコンバインドサイクル発電プラントを建設、電力事業に乗り出した。
また、ガス・ナトゥラルは何年にもわたって、電力会社との合併を通じての、電力産業での地歩の強化を目指しており、2003年にはイベルドローラとの合併を模索したものの、計画はとん挫した。2005年8月にはエンデサ株の公開買い付けに乗り出すものの、結局失敗した。2008年8月にはACSが所有するウニオン・フェノーサ株45％を買収した。そして2009年4月最終的にウニオン・フェノーサ株の公開買い付けを行い、1対1の対等な株式交換によって、ウニオン・フェノーサとの合併に成功、「ガス・ナトゥラル・フェノーサ」として一つの企業においてガス事業と電力事業を統合するという目的を達成した。
2008年1月25日バルセロナのラ・バルセロネータに本社を移転した。2017年に登記上の本店をマドリードに移した。
2018年6月27日、企業ブランドネームとしてNaturgy（英語発音：ネイチャジー、スペイン語及びカタルーニャ語発音：ナトゥルジー）の呼称を採用することを発表した。